# Stéphane Dion
Stéphane Dion (Quebec, 28 de setembro de 1955) é um político canadense, foi líder do Partido Liberal do Canadá, e Líder da Oposição na Câmara dos Comuns do Canadá.
Do seu livro Le pari de la franchise. Discours et écrits sur l’unité canadienne há uma recensão de Laureano Xoaquín Araujo Cardalda publicada em Revista de Investigaciones Políticas y Sociológicas (RIPS), volume 4, número 2, 2005, págs. 302-305 (http://redalyc.uaemex.mx/src/inicio/ArtPdfRed.jsp?iCve=38040223&iCveNum=2940).